# Primera dama de Chile
Primera dama de Chile, o simplemente primera dama de la nación, es la denominación utilizada para referirse a la cónyuge del presidente de Chile. Es un título protocolar, aunque ha llegado a tener cierto reconocimiento oficial. Tradicionalmente, ha sido la responsable de dirigir o coordinar las actividades en materia social de la presidencia (1990-2022), y su función ha sido la de acompañar al presidente en visitas oficiales al extranjero.
Históricamente en Chile, solo en una ocasión el título de «primera dama» fue ostentado por alguien que no era cónyuge del gobernante —Isabel Riquelme, madre de Bernardo O'Higgins—. Asimismo, en cuatro ocasiones el título ha quedado vacante: una por viudez —en el periodo 1936-1938 debido a la muerte de Rosa Ester Rodríguez, esposa de Arturo Alessandri—; y tres por soltería —en los periodos 1958-1964, cuando gobernó Jorge Alessandri, y 2006-2010 y 2014-2018, cuando gobernó Michelle Bachelet—, aunque en tales oportunidades sus principales labores se asignaron a otras personas, tales como a cónyuges de ministros de Estado u otros familiares.
Debido a que este título protocolar ha sido tradicionalmente ocupado por mujeres, todavía no existe claridad respecto al caso de que un varón ocupe tal cargo; si bien se ha propuesto nombrarlo «primer caballero», esto aún no ha sido llevado a la práctica.
Desde el 29 de diciembre de 2022, el cargo ha estado vacante y las funciones de su última titular, Irina Karamanos, fueron traspasadas a distintas entidades gubernamentales, de acuerdo con el decreto del presidente Gabriel Boric.

## Historia

### Antecedentes
Durante la Colonia, la cónyuge del gobernador era conocida como «presidenta» —los gobernadores también eran llamados «presidentes» por su función de presidir la Real Audiencia—, denominación que siguió siendo utilizada con el advenimiento del periodo republicano, y así consta en la prensa del siglo XIX. A partir de mediados de dicho siglo, esta denominación fue lentamente superada por la de primera dama.

### SigloXIX
Enriqueta Pinto Garmendia (1841-1851) fue la primera en habitar el Palacio de La Moneda pues su marido, el presidente Manuel Bulnes, trasladó allí la sede de gobierno y residencia presidencial en 1846. Desde aquella época, las primeras damas se convirtieron en «dueñas del palacio», encargándose de decorarlo, organizar grandes eventos en él, participar en la recepción de visitas ilustres, además de ser testigos del trabajo diario de sus maridos y, en ocasiones, de influenciarlo.
La mayoría de las primeras damas del siglo XIX fueron admiradas y respetadas por la ciudadanía por su activa labor social; así ocurrió, por ejemplo, con Delfina de la Cruz Zañartu (1876-1881), cónyuge de Aníbal Pinto, que gestionó ayuda para los heridos de la Guerra del Pacífico, y con su sucesora, Emilia Márquez de la Plata Guzmán (1881-1886), cónyuge de Domingo Santa María, que realizó labor benéfica con viudas y huérfanos causados por dicha guerra.

### SigloXX
A inicios del siglo XX, las primeras damas continuaron realizando actividades de beneficencia, generalmente en privado o sin mayor figuración, y apoyando o acompañando a sus maridos presidentes.
Desde los gobiernos radicales, las primeras damas comenzaron a tener mayor protagonismo, y su papel fue mucho más allá de acompañar a los presidentes en las ceremonias oficiales, lo cual tiene a coincidir con la emancipación femenina. Ellas comenzaron a destacarse por su enérgico trabajo en labores sociales, yendo en ayuda de damnificados por desastres naturales y fundando organismos o instituciones en favor de niños desvalidos y, en general, de los sectores más pobres del país, como también por su activa intervención en cuestiones de índole política, como la promoción del sufragio femenino, como fue el caso de Juana Rosa Aguirre Luco (1938-1941).
A partir de aquella época, las primeras damas crearon y dirigieron diversas iniciativas y fundaciones de asistencia y ayuda social: el Comité Pro-Pascua de los Niños Pobres en 1941, iniciativa de Juana Rosa Aguirre; la Asociación de Dueñas de Casa, en 1947; la Fundación El Ropero del Pueblo, en 1954, creada por Graciela Letelier Velasco (1952-1958) y  transformada por María Ruiz-Tagle (1964-1970), en el CEMA; con estas dos últimas organizaciones se institucionalizó el papel de las primeras damas y se determinó formalmente la relación con estas organizaciones. Con Rosa Markmann (1946-1952), cónyuge de Gabriel González Videla, las primeras damas tuvieron una oficina propia en el palacio de La Moneda; comenzando a poseer un gabinete formal, para coordinar las diversas actividades que asumieron.
En 1971, con Hortensia Bussi (1970-1973), el CEMA pasó a llamarse Coordinadora de Centros de Madres (COCEMA). Durante la dictadura militar, con Lucía Hiriart (1974-1990), la COCEMA pasó a ser CEMA-Chile en 1974, adquiriendo una gran importancia, debido a los ingresos que recibía de la Polla Chilena de Beneficencia; al año siguiente se creó la Fundación Nacional de Ayuda a la Comunidad (FUNACO).
Tras el retorno a la democracia, CEMA-Chile dejó de ser administrada por la primera dama y se fundaron nuevas organizaciones. En 1990, con Leonor Oyarzún (1990-1994), se transformó a la FUNACO en la Fundación Integra), orientando su trabajo en los niños en extrema pobreza, se creó la Fundación de la Familia y, en 1992, se inició el Programa de Promoción de la Mujer (PRODEMU). El gobierno de Patricio Aylwin creó en 1990 la Red de Fundaciones de la Presidencia de la República, agrupando a las fundaciones y demás organizaciones de carácter cultural y social, que eran dirigidas por la primera dama, y dependiente de la presidencia; desde entonces, las primeras damas han sido responsables oficialmente de dirigir tal red. Luego, con Marta Larraechea (1994-2000), se creó la Fundación Tiempos Nuevos, en 1994, de la que se originarían el Comité Nacional para el Adulto Mayor en 1995 —antecesor del Servicio Nacional del Adulto Mayor—, y el Museo Interactivo Mirador (MIM), en 2000.

### SigloXXI
Con Luisa Durán (2000-2006) nació la Fundación de Orquestas Juveniles e Infantiles en 2001, y la Fundación Artesanías de Chile y la Fundación Chilenter en 2002. En 2006, cuando asumió como presidenta Michelle Bachelet, quien no tenía cónyuge, se decidió crear oficialmente el cargo de director del Área Sociocultural de la Presidencia, a quien le correspondería administrar la Red de Fundaciones, en ausencia de una primera dama.
En 2010, Cecilia Morel (2010-2014), como cónyuge de Sebastián Piñera, asumió formalmente como directora del área sociocultural de la presidencia. Ese mismo año, Matucana 100 fue desligada de la Red de Fundaciones, pasando a relacionarse con el Consejo Nacional de la Cultura y las Artes.
En el gobierno de Gabriel Boric, mediante una resolución emanada desde la Dirección Administrativa de la Presidencia el 30 de marzo de 2022, el gabinete de la primera dama cambió de nombre a «Gabinete Irina Karamanos». El 22 de junio siguiente, el gobierno chileno eliminó todas las referencias a dicho gabinete en su sitio oficial, y dejó sin efecto la resolución, señalando también que la denominación fue un «error administrativo» y que sería reemplazada por la de «Coordinación Sociocultural de la Presidencia de la República».
La Coordinación Sociocultural de la Presidencia de la República finalizó sus funciones el 31 de diciembre de 2022 con el traspaso de sus fundaciones a ministerios sectoriales: Prodemu pasó a depender del Ministerio de la Mujer, el Mineduc se hizo cargo de Todo Chilenter e Integra y el MIM, finalmente Artesanías de Chile y FOJI quedaron bajo el alero del Ministerio de las Culturas; por consiguiente, la presidencia de los directorios de esas entidades será nombrada por los secretarios de Estado y no por el jefe de Estado, quien tradicionalmente nombraba a su cónyuge como titular de esas instituciones creadas en las últimas décadas. Así, las fundaciones de la Presidencia de la República dejaron de depender de la cónyuge del presidente de la República. Asimismo, se eliminó el papel institucional de la primera dama. Paula Carrasco, pareja de Boric desde 2024, no asumió el cargo.

## Ex primeras damas vivas
Hay cuatro ex primeras damas vivas:

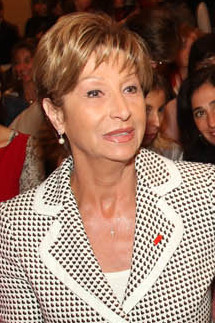
Marta Larraechea Bolívar (81 años) Servicio: 1994-2000 Esposa de Eduardo Frei Ruiz-Tagle
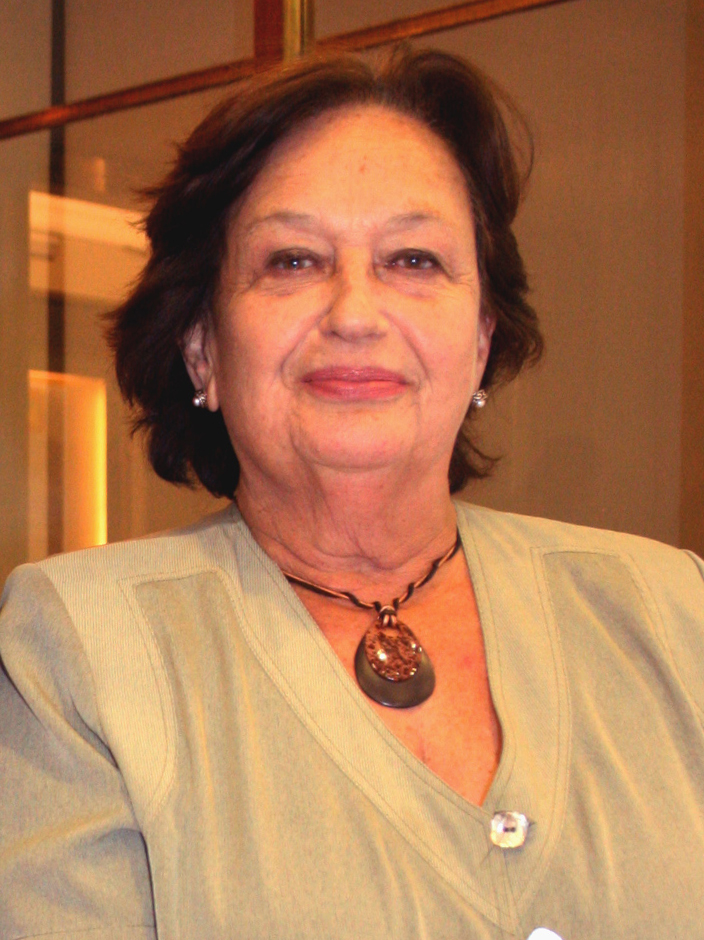
Luisa Durán de la Fuente (84 años) Servicio: 2000-2006 Esposa de Ricardo Lagos Escobar
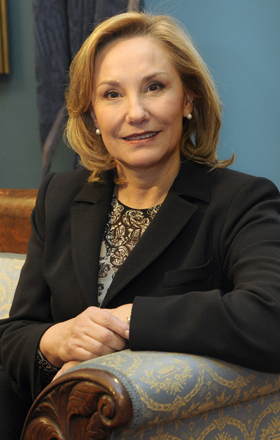
Cecilia Morel Montes (71 años) Servicio: 2010-2014 y 2018-2022 Viuda de Sebastián Piñera Echenique
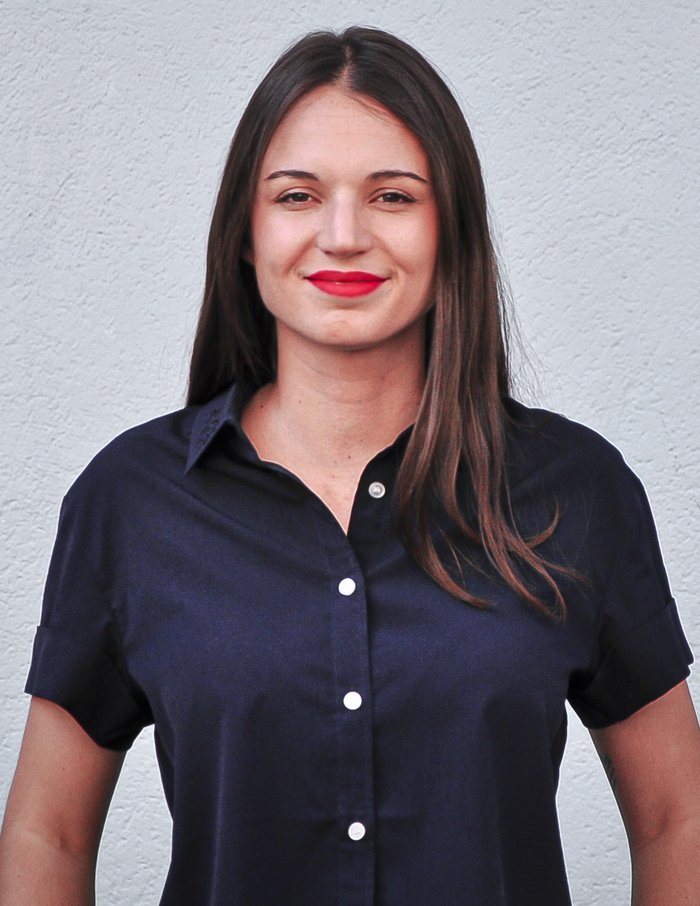
Irina Karamanos Adrian
(35 años)
Servicio: 2022
Expareja de Gabriel Boric Font

## Última ex primera dama fallecida

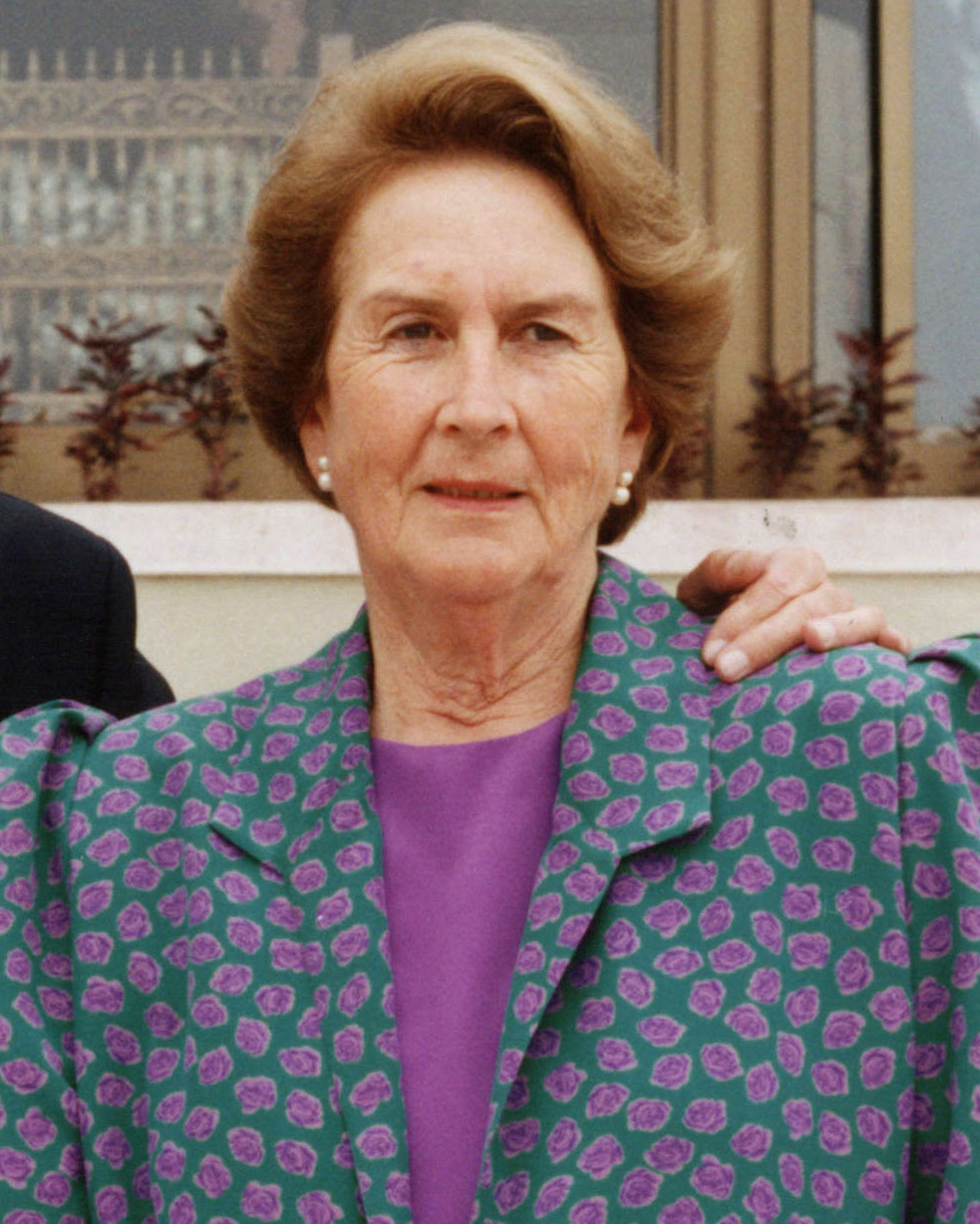
Leonor Oyarzún Ivanovic (102 años) Servicio: 1990-1994 Viuda de Patricio Aylwin

La ex primera dama fallecida más recientemente fue Leonor Oyarzún Ivanovic (en servicio, 1990-1994), viuda de Patricio Aylwin, el 21 de enero de 2022.

## Estadísticas
- Duración en el cargo: De las 36 mujeres que han sido primeras damas de Chile, quien por más tiempo ha mantenido tal cargo ha sido Lucía Hiriart Rodríguez, esposa de Augusto Pinochet Ugarte, entre 1974 y 1990. Por el contrario, quien menos tiempo ha ejercido dicho cargo ha sido Carmen Gana López en 1826, por lo que duró el mandato de su esposo y primer presidente, Manuel Blanco Encalada.[cita requerida]
- Vacancia: El cargo de primera dama ha quedado vacante durante cuatro periodos presidenciales: Tres por soltería del presidente (un periodo de Jorge Alessandri Rodríguez y dos periodos de Michelle Bachelet Jeria) y uno por viudez (Arturo Alessandri Palma).
Carlos Ibáñez del Campo asumió su primer mandato como viudo, pero luego contrajo matrimonio con Graciela Letelier Velasco. Gabriel Boric asumió el cargo mientras tenía una relación sentimental con Irina Karamanos, quien actuó protocolarmente como primera dama hasta el fin de su relación (16 de noviembre de 2023).[25]
- Lugar de nacimiento: La mayoría de las primeras damas ha nacido en la ciudad de Santiago, seguido muy de lejos por las cuatro que nacieron en Concepción (Delfina de la Cruz Zañartu, Emilia de Toro Herrera, Leonor Frederick Ledesma y Marta Ide Pereira), tres en Rancagua (María del Carmen Sotomayor Elzo, Graciela Letelier Velasco y Hortensia Bussi Soto), dos en Tucumán (Luisa Garmendia Alurralde y Enriqueta Pinto Garmendia en el Virreinato del Río de La Plata y actual Argentina respectivamente), una en Antofagasta (Lucía Hiriart Rodríguez), una en Buenos Aires (Manuela Warnes y García de Zúñiga), una en Chillán (Isabel Riquelme y Meza), una en Constitución (Marta Larraechea Bolívar), una en Taltal (Rosa Markmann Reijer) y una en Temuco (Leonor Oyarzún Ivanovic).[cita requerida]
- Fallecimientos: Solo una primera dama ha fallecido en el ejercicio de su cargo, Rosa Ester Rodríguez Velasco en 1936, esposa de Arturo Alessandri Palma.[cita requerida]
- Longevidad: Las ex primeras damas más longevas han sido Leonor Oyarzún Ivanovic (1919-2022, 102 años),[26] Rosa Markmann Reijer (1907-2009, 101 años),[27] Lucía Hiriart Rodríguez (1923-2021, 98 años)[28] y Hortensia Bussi Soto (1914-2009, 94 años).[29]
Rosa Markmann fue la ex primera dama que más tiempo vivió después de que su cónyuge dejara el cargo (56 años y 218 días).